# Toxpan
Toxpan fue una ciudad prehispánica que vivió su esplendor entre los años 300 y 600 d. C. Fue habitada por olmecas rurales. La zona arqueológica abarca 9.47 hectáreas, parte de la ciudad fue destruida al construirse la Facultad de Arquitectura y la escuela de Educación Especial de la Universidad Veracruzana. La zona más importante está en el centro de la ciudad, donde se encuentran las pirámides más grandes, mientras que en el sur se encuentran otras dos pirámides y un juego de pelota, por lo que sabemos que le daban gran importancia a las cuestiones religiosas.
El hecho de que se mantenga tan conserva y con alteraciones notables hace de esta una zona única en el estado de Veracruz. La restauración empezó en agosto del 2008. Se han realizado recorridos turísticos en tranvía por los principales puntos históricos de la ciudad de Córdoba. María de los Ángeles Carús García, coordinadora de turismo municipal, dijo “Recorrerán la ex Hacienda de Toxpan y contaremos con un guía turístico que irá narrando la historia de Córdoba desde su fundación hasta nuestros días". 
Pero al parecer la restauración cesó en 2009, dejando la zona arqueológica en mal estado. Y poniendo en duda al ayuntamiento de la ciudad. Toxpan sufre un incendio en 2013 dejando daños forestales. La zona arqueológica sigue en buen estado a pesar de todo lo sufrido, esperando en que algún día sea un gran centro turístico para el estado de Veracruz.

## Historia
La ciudad de Córdoba cuenta con la zona arqueológica de Toxpan actualmente en restauración, donde se encuentran 21 estructuras prehispánicas, Toxpan significa "Lugar de los conejos", además se encuentra un juego de pelota. Los objetos que se encontraron en Toxpan están expuestos en el museo de la ciudad.
Actualmente.

### Fundación
La ciudad de Toxpan vivió su auge en el periodo clásico, entre los años 300 y 600 d. C. por lo que fue contemporánea al esplendor de Teotihuacán.
Se extendía desde el río Seco hasta el San Antonio. El último momento de ocupación fue en el año 100 d. C. Cuando llegaron los primeros hablantes de náhuatl y fueron ellos quienes seguramente la llamaron Toxpan, fue una ciudad comercial por donde las culturas del altiplano y del sureste traficaban sus mercancías.
Por la existencia de las pirámides y el juego de pelota, se puede saber que sus habitantes le daban gran importancia a sus actividades religiosas y rituales, sus pobladores originales fueron los llamados Olmecas Rurales, grupo humano variopinto de razas que cruzaron el Estrecho de Bering.
Se establecieron en costas veracruzanas donde tenían una vida nómada de cazadores-recolectores. Además fueron grandes consumidores de mariscos, como se deduce de los grandes basureros de conchas y crustáceos que dejaron.
Estos inmigrantes desplazaron o absorbieron a la población nativa, alcanzaron su mayor desarrollo en el periodo pre clásico medio (1200-1400 a. C) por lo que la Olmeca es considerada la cultura madre de Mesoamérica.
San Lorenzo fue el primer centro ceremonial importante que construyeron alrededor del año 1200 a. C. Los Olmecas rurales, a diferencia de los constructores de las enormes cabezas, fue que el pueblo no tuvo el mismo desarrollo artístico que sus hermanos del sur de Veracruz y Tabasco. 
Dejaron la costa caliente y se internaron a vivir en zonas templadas. Su cultura se basó en el trabajo de la obsidiana que comercializaban en toda mesoamérica. La extraían de las minas cercanas al Pico de Orizaba y el comercio de las piezas que tallaban era de tal importancia que la obsidiana que se consumía en Chichén Itza en el año 1100 d. C provenía de Toxpan.
Todos los grupos olmecas compartieron la lengua zoque que se extendía desde el Istmo hasta el sur de Chiapas y Guatemala. Los olmecas rurales compartieron elementos con los pueblos del centro y sur de Veracruz logrando un desarrollo propio en la arquitectura y la cerámica. Los olmecas rurales de Toxpan también compartieron ciertos elementos comunes con los pueblos de la mixtequilla, pero se diferenciaron de esas y otras culturas porque eran grandes artesanos de obsidiana y comerciantes.
Además, la región de Córdoba era una zona de paso desde hace tres mil años, por lo que se encuentran elementos de culturas más lejanas desde la teotihuacana hasta la maya y también aparecen elementos nahuas y toltecas.
Esta zona está reconocida como zona arqueológica por el Plan de Ordenamiento Urbano de la zona conurbana Fortín- Córdoba- Amatlán - Yanga por lo que es un área pública y protegida.